# Krzysztof Śmiełowski
Krzysztof Śmiełowski (ur. 21 kwietnia 1975 w Jastrzębiu-Zdroju) – polski hokeista, reprezentant Polski. 

## Kariera
- GKS Tychy (1994-1996)
- Podhale Nowy Targ (1996-2000)
- GKS Tychy (2000-2011)[1]
- HC GKS Katowice (2011-2013)

W barwach reprezentacji Polski do lat 18 uczestniczył w turnieju mistrzostw Europy juniorów w 1993 (Grupa A). W barwach reprezentacji Polski do lat 20 uczestniczył w turnieju mistrzostw świata juniorów do lat 20 w 1994, 1994 (Grupa B). W barwach seniorskiej reprezentacji Polski uczestniczył w turniejach mistrzostw świata 1996, 1998, 1999, 2000, 2001, 2002, 2005, 2006.
W trakcie kariery określany pseudonimem Śmiały.

## Sukcesy
Reprezentacyjne
- Awans do MŚ Elity: 2001

Klubowe
- Złoty medal mistrzostw Polski (2 razy): 1997 z Podhalem, 2005 z GKS Tychy
- Srebrny medal mistrzostw Polski (7 razy): 1998, 2000 z Podhalem, 2006, 2007, 2008, 2009, 2011 z GKS Tychy
- Brązowy medal mistrzostw Polski (4 razy): 1999 z Podhalem, 2002, 2004, 2010 z GKS Tychy
- Puchar Polski (5 razy): 2001, 2006, 2007, 2008, 2009 z GKS Tychy